# バーウィン (イリノイ州)
バーウィン（Berwyn）は、アメリカ合衆国イリノイ州のクック郡にある都市。人口は5万7250人（2020年）。シカゴの西15キロメートルに位置している。シセロと隣接している。

## 概要
第二次世界大戦前に開発された古い住宅地である。市内にメトラの駅が3つあり通勤に利用されている。ヒスパニックが市の人口の過半数を占めている。

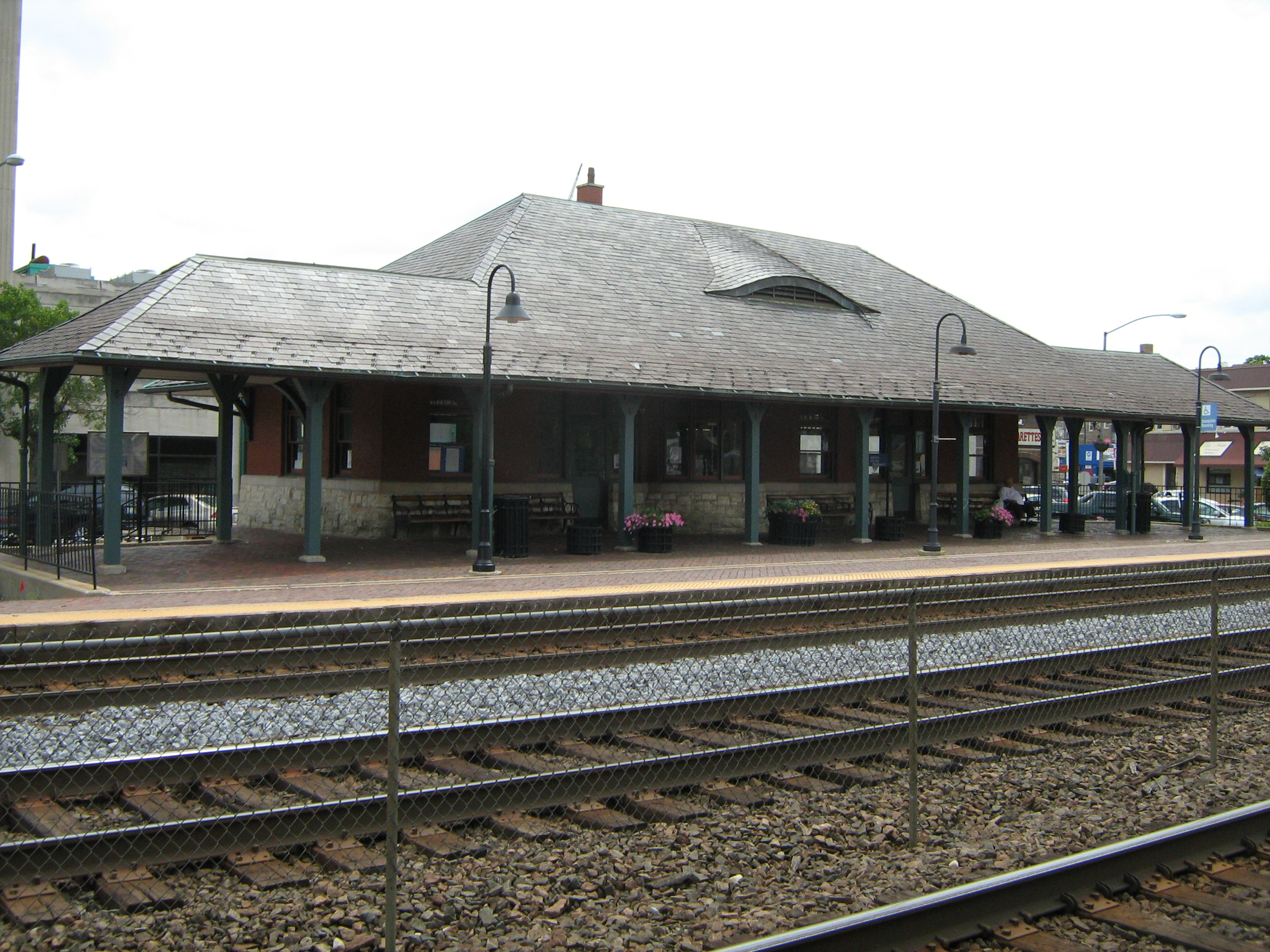
バーウィン駅